# Státní soud
S názvem státní soud působily v Československu dva soudy, první byl zřízen ještě za první republiky, druhý až po Únoru 1948. Oba postihovaly protistátní trestnou činnost, i když každý z nich za jiného politického režimu.

## Prvorepublikový Státní soud
Státní soud byl umístěn do brněnského sídla Nejvyššího soudu, který také zabezpečoval jeho personální a materiální vybavení. K jeho zřízení došlo v roce 1923, šlo o reakci státu na vraždu ministra financí Aloise Rašína. Skládal se z předsedy, jeho náměstka a ad hoc určovaného počtu soudců z povolání a přísedících (podmínkou bylo právní vzdělání a věk alespoň 40 let, kromě vysokoškolských profesorů ale nemohlo jít o státní zaměstnance). Předsedu, náměstka a přísedící jmenoval prezident republiky na návrh vlády, a to na funkční období tří let, soudce z povolání určoval každý rok předseda Nejvyššího soudu z řad soudců tohoto soudu a vrchních soudů. Všichni pak skládali slib do rukou předsedy Nejvyššího soudu. Hlavní přelíčení soud konal v šestičlenných senátech, jehož polovinu včetně předsedajícího tvořili soudci z povolání, ostatní záležitosti rozhodovaly tříčlenné senáty složené jen ze soudců z povolání. Veřejným žalobcem byl vrchní státní zástupce. Podle § 36 zákona na ochranu republiky Státnímu soudu příslušelo soudit zvláště závažné protistátní zločiny jako byly úklady o republiku (násilná změna ústavy, ochromení činnosti ústavních institucí, odtržení části státního území), ohrožení bezpečnosti republiky jejím vydáním v nebezpečí války, prorada, vyzrazení státního tajemství či pokus vraždy nebo fyzické ublížení ústavním činitelům, případně přisvojování si jejich pravomocí. Proti rozsudku Státního soudu byla přípustná dovolací stížnost k Nejvyššímu soudu.
Rozhodoval například v případě Židenického puče, který se odehrál roku 1933. Původní relativně mírné tresty pro účastníky tohoto pokusu o fašistický převrat po dovolání veřejného žalobce změnil Nejvyšší soud na několikaleté tresty vězení. V roce 1935 byl samostatný Státní soud zrušen a jako státní soudy nadále působily vrchní soudy (Praha, Brno, Bratislava a Košice), přičemž k nim byli jmenováni na funkční období dvou let již jen soudci z povolání. Řízení před státním soudem se nijak zvláště neměnilo, pouze do jejich pravomoci přibyly další zločiny, např. podpora ozbrojeného povstání nebo vojenská zrada.

## Poúnorový Státní soud

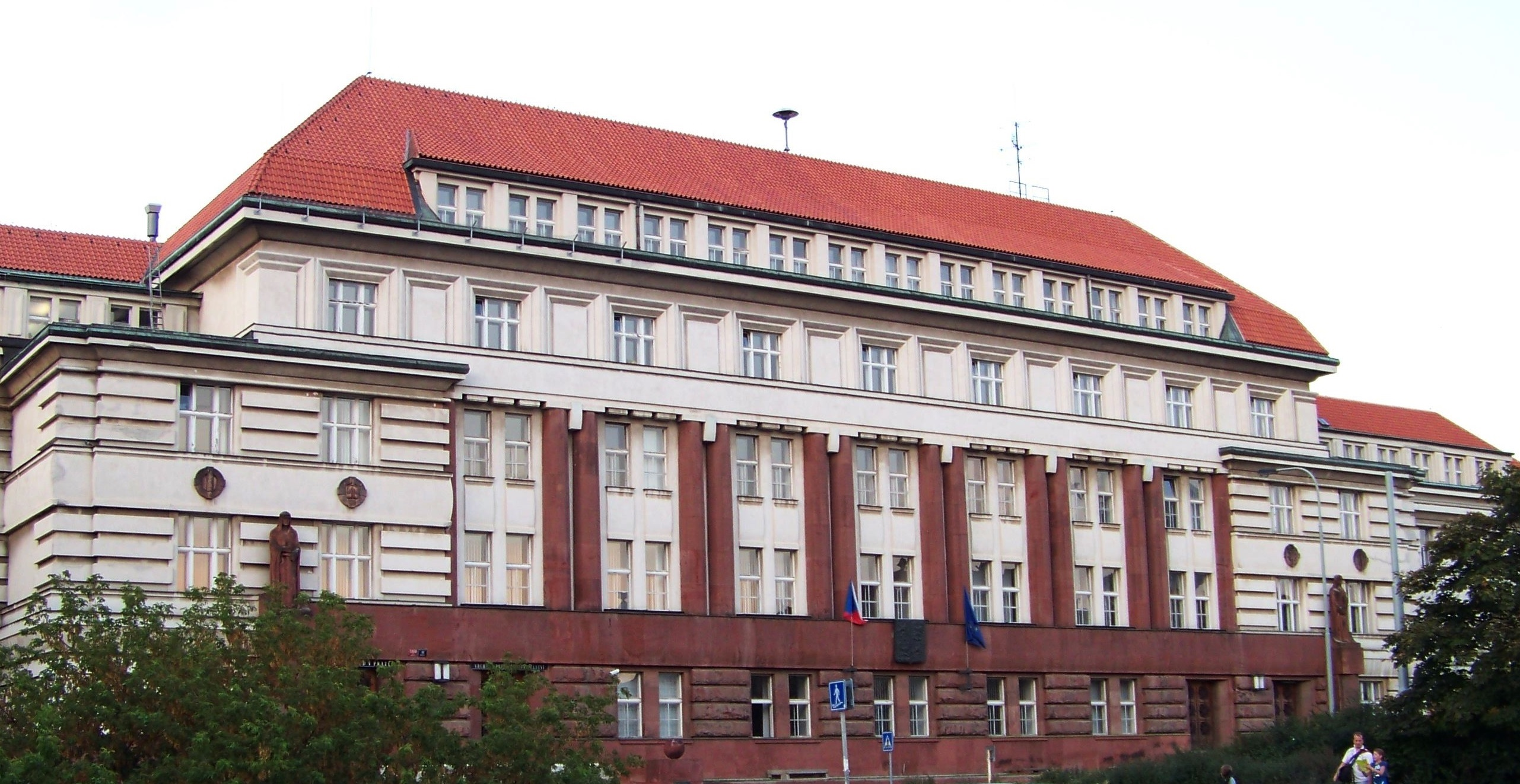
Justiční palác v Praze, sídlo Státního soudu

Po ustavení komunistického režimu byl zřízen nový Státní soud. Sídlil v justičním paláci v Praze na Pankráci (dnes sídlo vrchního soudu), ale měl i samostatná oddělení v Brně a Bratislavě. Skládal se z prezidenta, několika viceprezidentů, tradičních soudců z povolání a také soudců z lidu, které na funkční období jednoho roku jmenovala vláda na návrh krajských národních výborů. Soudil v pětičlenných senátech, jehož předseda a dva další členové byli soudci z povolání, zbylí dva byli soudci z lidu. Veřejnou žalobu vykonávala u Státního soudu zřízená státní prokuratura. Do jeho pravomoci spadaly zločiny podle zákona na ochranu lidově demokratické republiky, za které hrozil trest smrti nebo odnětí svobody nad deset let, případně i ostatní, pokud jejich projednání před Státním soudem navrhl prokurátor. Šlo zejména o velezradu (zničení samostatnosti či jednotnosti republiky, zničení nebo rozvrácení jejího lidově demokratického zřízení, odtržení části státního území, násilné znemožnění činnosti ústavních institucí), dále o vyzvědačství, způsobení válečné škody, válečnou zradu, proradu nebo o zabití ústavních činitelů. Jednáno mohlo být i v případě, pokud se obžalovaný nacházel v cizině nebo na útěku. O opravných prostředcích opět rozhodoval Nejvyšší soud.
Před tímto státním soudem proběhla řada vykonstruovaných politických procesů, jako byl proces se skupinou Milady Horákové, v němž roku 1950 padly čtyři tresty smrti a čtyři doživotí, proces s československými hokejisty v roce 1950, nebo v roce 1952 proces se Zelenou internacionálou, kde byl uložen jeden rozsudek smrti a šest doživotí. Téhož roku ovšem proběhl i proces s protistátním centrem Rudolfa Slánského, bývalého generálního tajemníka KSČ. On sám a deset dalších obžalovaných bylo odsouzeno k trestu smrti, tři dostali doživotí. Státní soud byl zrušen v souvislosti s reorganizací justice v roce 1953.